# Joachimus Lunsingh Tonckens (1753-1821)
Joachimus Lunsingh Tonckens (Westervelde, 28 november 1753 - aldaar, 23 november 1821) was een Nederlandse politicus, patriot en grootgrondbezitter.

## Leven en werk
Tonckens was een zoon van Warmolt Tonckens, (1710-1782) en Trijntje Winters. Tonckens behoorde, evenals zijn broers Johannes en Wyncko tot het patriottische kamp in Drenthe, onder leiding van Carel de Vos van Steenwijk. In tegenstelling tot zijn broers had hij geen academische studie gevolgd. Hij maakte zich verdienstelijk bij de exploitatie van het ouderlijk landgoed Westervelde bij Norg. Hij zou dit landgoed erven en liet het bestaande huis, Huis te Westervelde (ook wel Tonckensborg genoemd) ingrijpend verbouwen. In 1795 maakte Tonckens deel uit van het nieuwe provisionele bestuur van Drenthe. Van 1795 tot 1798 was hij lid van de Vergadering van representanten van het Volk van Drenthe. Hij werd gekozen tot gedeputeerde, maar bedankte omdat hij door het overlijden van zijn vrouw in 1794, belast was met de zorg voor zijn vijf kinderen. Hij stelde zich in 1796 wel beschikbaar als plaatsvervangend lid voor de Eerste Nationale Vergadering voor het district Vries. Omdat De Vos van Steenwijk zowel in het district Meppel als in het district Vries werd gekozen, werd Tonckens toch afgevaardigd naar Den Haag. Na 1797 wijdde hij zich weer aan de opvoeding van zijn kinderen. In 1805 keerde hij terug op het politieke toneel in Drenthe en vervulde er diverse bestuurlijke functies. Van 1805 tot 1821, het jaar waarin hij overleed, was hij permanent aanwezig in het provinciaal bestuur van Drenthe.
Tonckens behoorde in 1797 tot de groep van de rijkste inwoners van Drenthe.
Tonckens huwde op 17 juni 1781 met Maria Hellinga. Hun zonen Warmolt en Johannes werden burgemeester van Eelde, Peize en Norg.

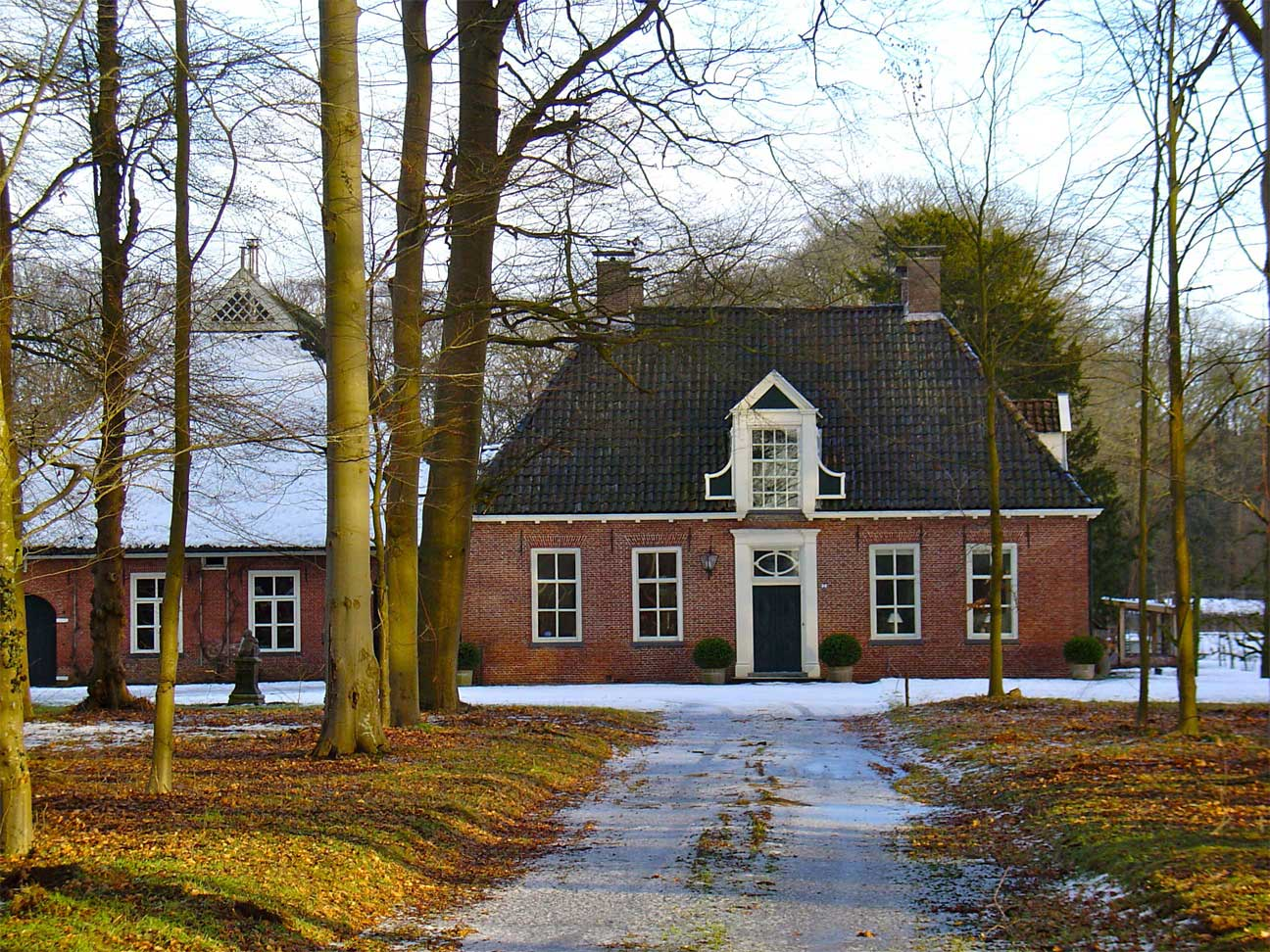
Huis te Westervelde of Tonckensborg anno 2010

- Biografisch Portaal: 20080652
- International Standard Name Identifier: 0000 0004 5285 4761
- Nederlandse Thesaurus van Auteursnamen: 391028618
- Parlement.com: vg09llx0y802
- Virtual International Authority File: 317290873